# Teoria das probabilidades
A teoria das probabilidades é o estudo matemático das probabilidades. Pierre Simon Laplace é considerado o fundador da teoria das probabilidades.
Os teoremas de base das probabilidades podem ser demonstrados a partir dos axiomas de probabilidade e da teoria de conjuntos.
Os teoremas seguintes supõem que o universo Ω é um conjunto finito, o que nem sempre é o caso, como por exemplo no caso do estudo de uma variável aleatória que segue uma distribuição normal.
1. A soma das probabilidades de todos os eventos elementares é igual a 1.
2. Para todos os eventos arbitrários A1 e A2, a probabilidade de os eventos se realizarem simultaneamente é dada pela soma das probabilidades de todos os eventos elementares incluídos tanto em A1 como em A2. Se a intersecção é vazia, então a probabilidade é igual a zero.
3. Para todos os eventos arbitrários A1 e A2, a probabilidade de que um ou outro evento se realize é dada pela soma das probabilidades de todos os eventos elementares incluídos em A1 ou A2.

As fórmulas seguintes exprimem matematicamente as propriedades acima:
{\displaystyle \sum _{\omega \in \Omega }P\left(\left\{\omega \right\}\right)=P\left(\bigcup _{\omega \in \Omega }\left\{\omega \right\}\right)=1}
{\displaystyle P\left[A_{1}\cap A_{2}\right]=\sum _{\omega \in A_{1}\cap A_{2}}P\left(\left\{\omega \right\}\right)}
{\displaystyle P\left[A_{1}\cup A_{2}\right]=\sum _{\omega \in A_{1}\cup A_{2}}P\left(\left\{\omega \right\}\right)}

## Eventos mutuamente exclusivos
Eventos mutuamente exclusivos são aqueles cuja ocorrência de um elimina a possibilidade de ocorrência do outro. Neste caso a probabilidade de ocorrência de um ou outro evento é expressa por:
{\displaystyle P(A\cup B)=P(A)+P(B)}

### Exemplo
Podemos estimar a probabilidade de nascer um menino de olhos castanhos ou uma menina de olhos azuis, dadas as probabilidade de cada um dos dois eventos:
{\displaystyle P(A)=P(menino\ de\ olhos\ castanhos)=3/8}
{\displaystyle P(B)=P(menina\ de\ olhos\ azuis)=1/8}
Como é impossível nascer uma criança que seja ao mesmo tempo um menino de olhos castanhos e uma menina de olhos azuis, estes são eventos mutuamente exclusivos, e podemos proceder usando a fórmula citada acima:
{\displaystyle P(A\cup B)=P(A)+P(B)=3/8+1/8=1/2}

## Observações
As probabilidades teóricas são utilizadas nessas situações em que o espaço amostral apresenta resultados conhecidos e com probabilidades iguais de ocorrer. Imagine um lançamento de um dado comum. Mesmo que todos os resultados tenham a mesma chance de ocorrer,o resultado que será observado é imprevisível. O lançamento de dado comuns é um experimento aleatório.
- Wikilivros